# Schloss Teisbach

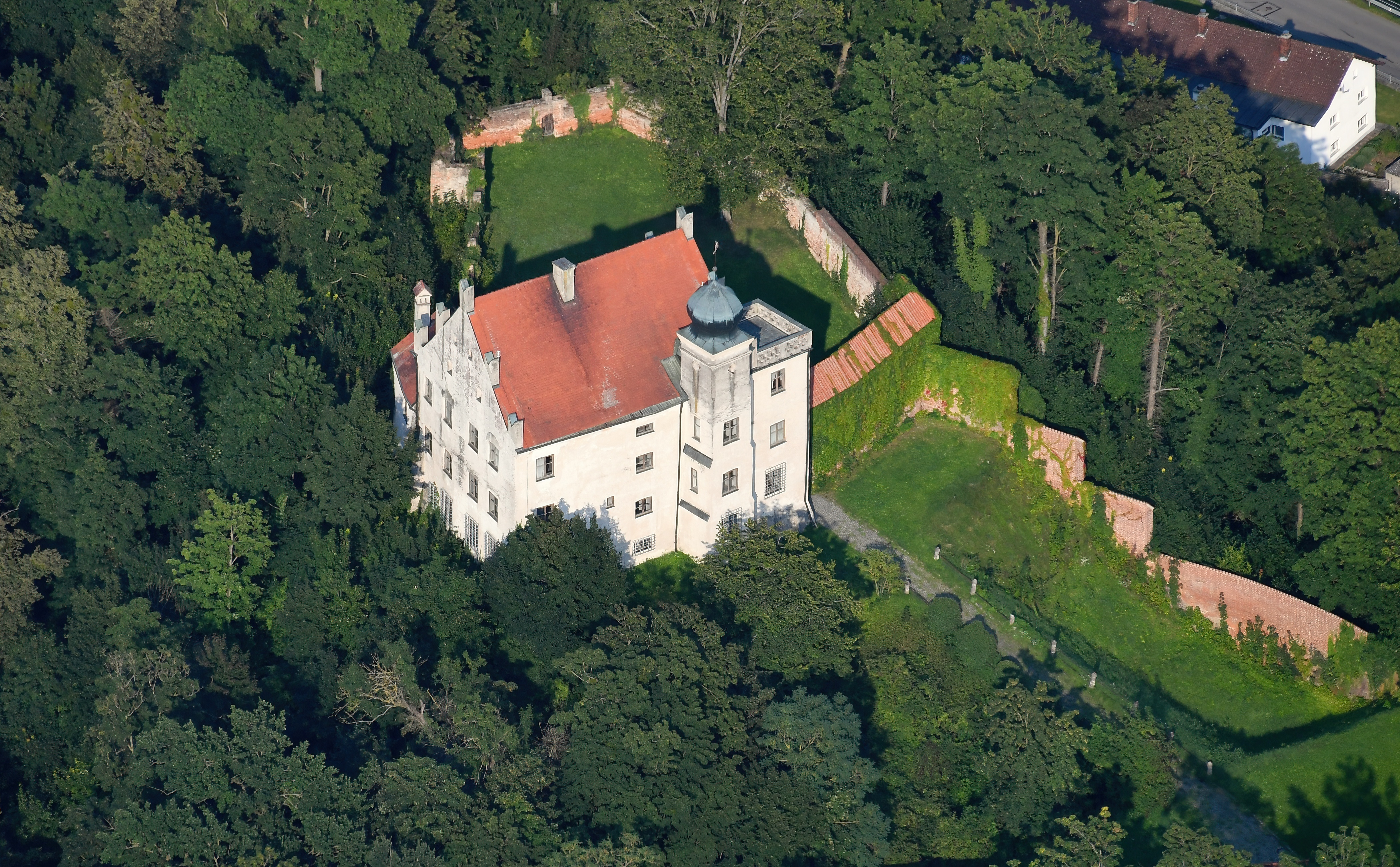
Luftbild des Schlosses Teisbach

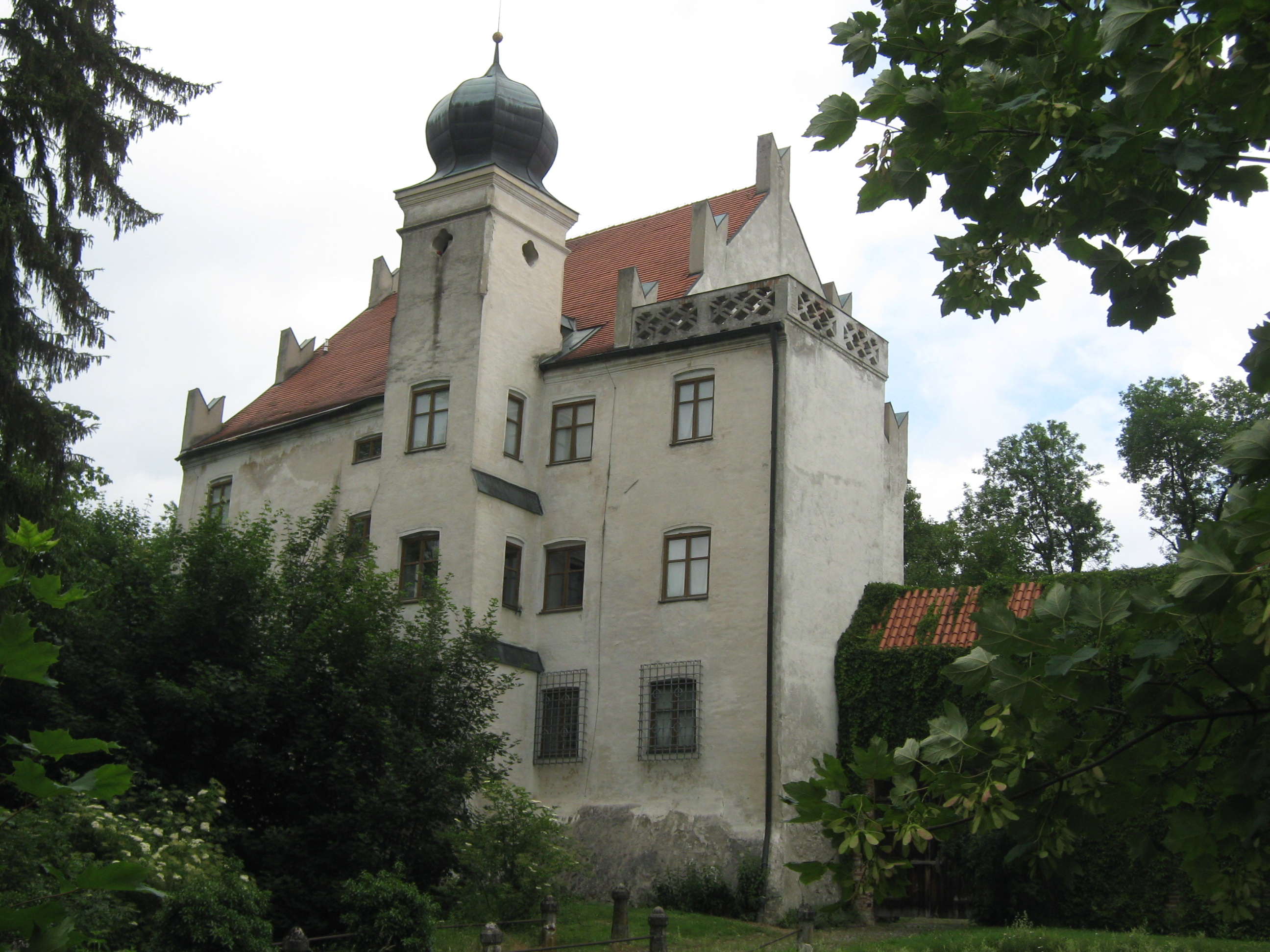
Schloss Teisbach (2011)

Das Schloss Teisbach ist ein denkmalgeschütztes (Aktennummer D-2-79-112-119) ehemaliges Schloss in Teisbach, einem Gemeindeteil der niederbayerischen Stadt Dingolfing im westlichen Landkreis Dingolfing-Landau. Die Anlage wird als Bodendenkmal unter der Aktennummer D-2-7340-0296 im Bayernatlas als „untertägige mittelalterliche und frühneuzeitliche Befunde und Funde im Bereich von Schloss und ehemaliger Feste Teisbach und ihrer Vorgängerbauten“ geführt. 

## Baulichkeit
Wie auf dem Stich von Michael Wening gut zu sehen ist, liegt das Schloss auf einem steil abfallenden Hügelsporn auf dem rechten Isarufer. Der Schlossbau geht zurück auf einen spätmittelalterlichen Rechteckbau mit einem Eckturm. Dieser wurde 1251 zerstört, aber 1265 wieder aufgebaut. Wie Baurechnungen von 1452, 1456 und 1476 zeigen, wurde Teisbach im 15. Jahrhundert zu einem spätgotischen Schloss mit einem zinnengeschmückten Giebel ausgebaut. Besonders auffallend sind die bis heute erhaltenen Schwalbenschwanzzinnen. Der dreigeschossige Kastenbau wurde im 19. Jahrhundert von seinen bürgerlichen Besitzern neugotisch renoviert und besteht unverändert bis heute. Die Umfassungsmauer ist im Kern noch spätmittelalterlich. In den Jahren 1970/72 wurde das Schloss umfassend restauriert. Seit dem Jahr 2013 befindet sich die rechteckige Anlage mit Kuppelturm, Giebel mit Schwalbenschwanzzinnen und Ringmauer im Besitz der Stadt Dingolfing. Das Schloss kann seitdem im Rahmen von Führungen besichtigt werden.

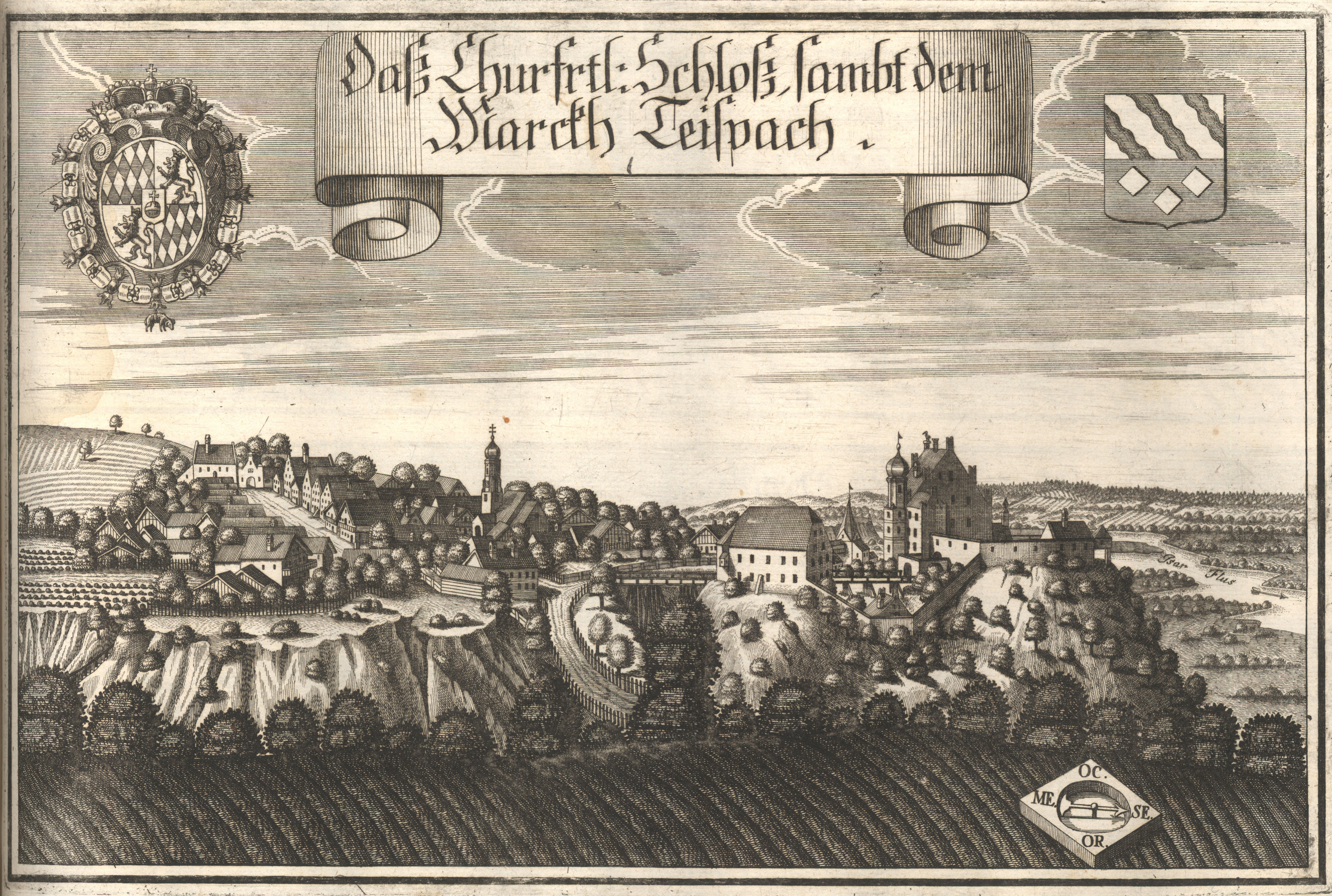
Schloss und Markt Teisbach auf einem Kupferstich von Michael Wening von 1723

## Geschichte
Die Gegend gehörte ursprünglich zum Besitz der Grafen von Frontenhausen, die urkundlich erstmals um 1100 erwähnt wurden. Ab etwa 1180 diente ihnen das von Graf Heinrich von Frontenhausen neu erbaute Schloss zu Teisbach als Sitz ihrer Grafschaft. Die Burg war oberhalb einem Isarübergang und an einer alten Salzstraße platziert.  1226 erlosch mit dem Tod des 1204 zum Bischof von Regensburg gewählten Konrad IV. von Frontenhausen und Teisbach dieses Grafengeschlecht. Nach dem Aussterben der Grafen von Frontenhausen gelangte deren Erbe an das Domkapitel von Regensburg.
Zwischen Ludwig der Kelheimer und dem Bistum Regensburg kam es ab 1230 zu Auseinandersetzungen um Dingolfing, die unter seinem Nachfolger Otto II. der Erlauchte fortgesetzt wurden; dabei wurde um 1250 die bischöfliche Burg Teisbach zerstört. 1265 verzichtete Leo Thundorfer, Bischof von Regensburg, auf die vom Bistum beanspruchten Teile der Unterstadt von Dingolfing. Markt und Burg Teisbach verblieben aber weiterhin in bischöflichen Besitz und die Burg wurde 1253 an vermutlich anderem Ort wieder aufgebaut. Das von den Grafen von Frontenhausen stammende Hochgericht verblieb aber beim Herzog. Ein erster Kastellan ist für das Jahr 1242 mit dem Namen Ratold überliefert, dieser war der oberste Repräsentant der Herrschaftsherren. Die Burg wurde ab 1295 neu befestigt und erhielt ihre militär-strategische Funktion als Zentrum der Hochstiftsherrschaft an der Isar wieder zurück. Am 26. Februar 1296 wird hier ein „Ulrich von Taeispach“ genannt, der ein bischöflicher Ministeriale auf der Burg und Burgpfleger war.
Am 20. Dezember 1377 wurde die Burg von Bischof Konrad VI. von Haimberg an die Herzöge von Bayern verpfändet und der Burgpfleger Werner von Staudach wurde am 1. April 1378 zur Übergabe der Burg an Herzog Friedrich von Bayern aufgefordert, was auch am 17. April 1378 erfolgte. Nach der Übergabe hat Arnold der Fraunberger das Amt des herzoglichen Pflegers zu Teisbach über. Am 10. April 1386 verkauften Bischof Johann von Moosburg und sein Domkapitel die Burg Teisbach mit allen Zugehörigkeiten an die Wittelsbacher. Bis 1813 war das Schloss Amtssitz des Pfleger über das Gericht in Teisbach. 1813 wurde das Schloss in private Hände verkauft.
Seit August 2013 ist die Anlage im Besitz der Stadt Dingolfing, die sich um eine zeitgemäße Nutzung bemüht.